# Peter Kleiß

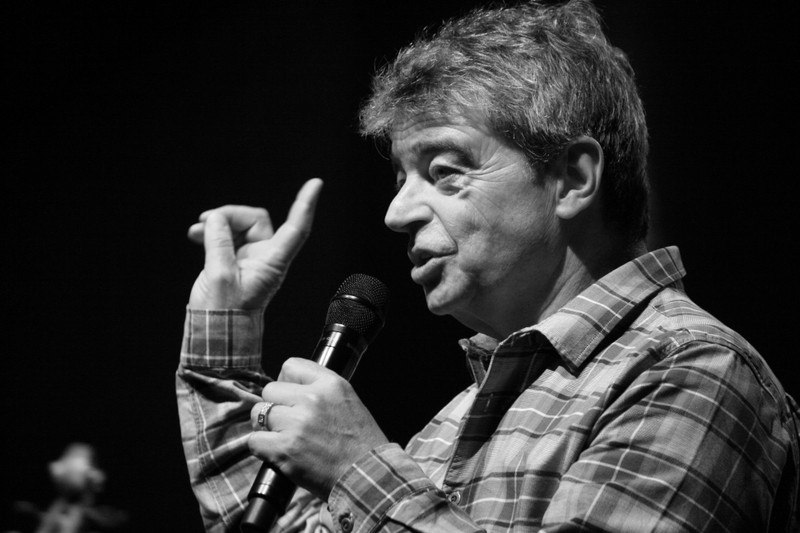
Peter Kleiß (2013)

Peter Kleiß (* 23. Dezember 1949 in Dillenburg) ist ein deutscher Autor und Musikjournalist.

## Leben und Wirken
Kleiß, der Saxophon lernte, studierte Germanistik und Politik an der Philipps-Universität Marburg; er wurde 1982 in Marburg mit einer Dissertation über die Literaturkritik von Georg Herwegh promoviert. Parallel zu seiner Doktorarbeit arbeitete er freiberuflich als Journalist, bevor er 1982 Redakteur bei SWF3 wurde. Seit 1997 war er als Jazzredakteur beim Saarländischen Rundfunk tätig. Daneben war er künstlerischer Leiter des Internationalen Jazz Festivals St. Ingbert. Seit 2013 ist er bei JazzBaltica für den Jazztalk verantwortlich. 
Weiterhin hat er zwei Lyrik-Bände veröffentlicht. Nach seiner Pensionierung hat er sich der Kulturarbeit vor Ort zugewendet und mehrere Reihen mit Literaturveranstaltungen begründet.
Der Journalist Mike Kleiß ist sein Sohn.

## Schriften
- Haste Worte (Geistkirch Verlag 2007)
- Zeit und Rhythmus (Geistkirch Verlag 2005)
- Georg Herweghs Literaturkritik: Demokratisches Programm und repressiver Gestus (Peter Lang 1982)

## Lexikalische Einträge
- Jürgen Wölfer: Jazz in Deutschland. Das Lexikon. Alle Musiker und Plattenfirmen von 1920 bis heute. Hannibal, Höfen 2008, ISBN 978-3-85445-274-4.